# 張鵠
張鵠（？年—？年），字翀霄，南直隶松江府上海縣人，民籍。

## 生平
正德二年（1507年）丁卯科應天府鄉試舉人，嘉靖五年（1526年）丙戌科第二甲第十一名進士。授南京兵部主事，历官广西按察司佥事。